# Nully-Trémilly
Nully-Trémilly is een voormalige gemeente in het Franse departement Haute-Marne (regio Grand Est) en telde 185 inwoners (2005). 
De gemeente Nully-Trémilly ontstond op 1 december 1972 door een fusie van de gemeentes Nully en Trémilly. Op 1 januari 2005 werd deze fusie ongedaan gemaakt; beide gemeentes zijn nu onafhankelijk.

## Demografie
Onderstaande figuur toont het verloop van het inwonertal (bron: INSEE-tellingen).